# Stethorrhagus roraimae
Stethorrhagus roraimae är en spindelart som beskrevs av Willis J. Gertsch 1942. Stethorrhagus roraimae ingår i släktet Stethorrhagus och familjen flinkspindlar. Inga underarter finns listade i Catalogue of Life.